# Wiktor Długosz
Wiktor Długosz (* 1. Juli 2000 in Kielce) ist ein polnischer Fußballspieler, der hauptsächlich als rechter Außenstürmer spielt. Er steht derzeit bei Korona Kielce unter Vertrag.

## Karriere

### Verein
Wiktor Długosz begann seine Fußballkarriere in der Jugend von Korona Kielce. In der Saison 2018/19 holte er mit Korona die Meisterschaft in der Jugendliga (CLJ). Zusätzlich erzielte er 15 Tore und wurde dadurch Vize-Torschützenkönig, hinter Błażej Czuban von Zagłębie Lubin U19 mit 17 Treffern.
Sein Profidebüt gab er 2018 bei Korona Kielce, wo er bis 2021 spielte. Während seiner Zeit bei Korona Kielce wurde er auch an Warta Posen ausgeliehen, wo er in der Saison 2019/20 sieben Spiele bestritt und ein Tor erzielte.
Seinen ersten Einsatz für Korona Kielce machte er in der Ekstraklasa am 20. Mai 2018 gegen Zagłębie Lubin, welchen Korona mit 0:2 verlor.
Sein Debüt für Warta Posen machte er in der zweithöchsten Polnischen Liga am 26. Juli 2019 gegen FKS Stal Mielec, das Spiel gewann Stal mit 2:1.
Im Jahr 2021 wechselte er zu Raków Częstochowa. Seinen ersten Einsatz für Raków machte er beim 4:2-Sieg am 10. Februar 2021 im Polnischen Fußballpokal-Achtelfinale gegen Górnik Zabrze.
Auch International durfte Wiktor Erfahrung sammeln. So kam er in der 2. Qualifikationsrunde der UEFA Europa Conference League 2021/22 beim 4:3 n. E. Erfolg gegen den Sūduva Marijampolė aus Litauen zum Einsatz. Raków Częstochowa gelang der Einzug in die nächste Runde. Insgesamt kommt er in der Saison 2021/22 auf fünf internationale Einsätze. Die weiteren Gegner in der Qualifikationsphase waren Rubin Kazan und KAA Gent.
Im Jahr 2023 wurde Długosz an Ruch Chorzów ausgeliehen und feierte sein Debüt für Ruch am 23. Juli 2023 gegen Zagłębie Lubin.
Im Sommer 2024 wechselte er zu Korona Kielce.

## Nationalmannschaft
Długosz hat verschiedene Altersklassen der polnischen Nationalmannschaft durchlaufen, darunter Polen U19 und U21. Wiktor dübitierte am 11. Oktober 2018 für die Polnische Fußballnationalmannschaft (U-19-Junioren) gegen Mazedonien U19.

## Erfolge
Korona Kielce
- Polnischer U19 Meister: Saison 2018/19
- Vize-Torschützenkönig: Saison 2018/19 (15 Treffer)

Raków Częstochowa
- Polnischer Meister: 2022/23
- Polnischer Fußballpokal: 2020/21, 2021/22
- Polnischer Superpokalsieger: 2021/22, 2022/23